# ALI (ban nhạc)
ALI (viết tắt của Alien Liberty International) là một ban nhạc hip hop/ funk đa quốc gia được thành lập vào năm 2016 tại Shibuya, Tokyo. Tất cả các thành viên của ban nhạc đều đến từ Nhật Bản, Châu Âu, Châu Mỹ, Châu Á và Châu Phi. Ban nhạc đã phát hành đĩa đơn đầu tiên "Wild Side" và album đầu tiên ALI vào năm 2019. "Wild Side" được chọn làm bài hát chủ đề mở đầu cho mùa đầu tiên của anime Beastars. Một năm sau, ALI phát hành đĩa đơn thứ hai "Lost in Paradise" với sự góp mặt của rapper AKLO, được sử dụng làm nhạc nền cho anime Jujutsu Kaisen. Vào ngày 14 tháng 5 năm 2021, trên trang web chính thức của ban nhạc đã thông báo rằng họ sẽ bị đình chỉ vô thời hạn do tranh cãi của tay trống Kahadio. Không thể truy cập các video tải lên của họ trên YouTube.

## Thành viên
Thành viên hiện tại
- Leo Imamura — giọng hát (2016–2021)
- Luthfi Rizki Kusumah - guitar bass (2016–2021)
- Alexander Taiyo Fidel - bộ gõ (2016–2021)
- Jin Inoue - keyboard (2016–2021)
- Yu Hagiwara — saxophone (2016–2021)
- César Aiichiro - guitar (2020–2021)

Cựu thành viên
- Jua - đọc rap (2016–2020)
- Zeru - guitar (2016–2020)
- Kahadio (Kadio Shirai) - trống (2016–2021)

## Danh sách đĩa nhạc

### Album

#### Mini album
| Tiêu đề                                | Thông tin albim                                                                                          | Vị trí cao nhất trên bảng xếp hạng | Vị trí cao nhất trên bảng xếp hạng |
| Tiêu đề                                | Thông tin albim                                                                                          | JPNOricon                          | JPNBillboard                       |
| -------------------------------------- | --- | ---------------------------------- | ---------------------------------- |
| ALI                                    | - Phát hành: 27 tháng 11, 2019 - Nhãn đĩa: Alien Liberty International - Định dạng: CD, digital download | —                                  | —                                  |
| Love, Music and Dance                  | - Phát hành: 27 tháng 1, 2021 - Nhãn đĩa: Sony Music - Định dạng: CD, digital download                   | 110                                | 75                                 |
| "—" biểu thị các mục không có biểu đồ. | |                                    |                                    |

### Đĩa đơn
| Tiêu đề                       | Năm  | Vị trí cao nhất trên bảng xếp hạng | Vị trí cao nhất trên bảng xếp hạng | Ghi chú                                                                                   | Album             |
| Tiêu đề                       | Năm  | JPNOricon                          | JPNHot100                          | Ghi chú                                                                                   | Album             |
| ----------------------------- | ---- | ---------------------------------- | ---------------------------------- | ----------------------------------------------------------------------------------------- | ----------------- |
| "Wild Side"                   | 2019 | 113                                | —                                  | OP cho mùa 1 của anime Beastars. Phân cảnh mở đầu hay nhất - Crunchyroll Anime Award 2020 | Non-album singles |
| "Lost in Paradise" (ft. AKLO) | 2020 | 28                                 | 44                                 | ED cho anime Jujutsu Kaisen. Phân cảnh kết thúc hay nhất - Crunchyroll Anime Award 2020   | Non-album singles |
| "Teenage City Riot"           | 2021 | —                                  | —                                  |                                                                                           | Non-album singles |

## Video âm nhạc
| Năm  | Bài hát                                                      | Đạo diễn                         | Album                 | Link |
| ---- | ------------------------------------------------------------ | -------------------------------- | --------------------- | ---- |
| 2019 | "Vim"                                                        | Không biết                       | ALI                   |      |
| 2019 | "Staying in the Groove"                                      | Masanori Kobayashi, Takuya Chiba | ALI                   |      |
| 2019 | "Temptations"                                                | Không biết                       | ALI                   |      |
| 2019 | "Tokyo Pharaoh"                                              | Không biết                       | ALI                   |      |
| 2019 | "No Tomorrow (Give It Up)"                                   | Yusuke Kasai                     | ALI                   |      |
| 2019 | "Wild Side"                                                  | Naohiro Ohashi                   | Non-album singles     |      |
| 2020 | "Muzik City" (ft. Nami Chie, Alonzo, 6B)                     | Không biết                       | Non-album singles     |      |
| 2020 | "Better Days" (ft. Dos Monos)                                | Katsuki Kuroyanagi               | Non-album singles     |      |
| 2020 | "Lost In Paradise" (ft. AKLO)                                | Kento Yamada & The Monaco Club   | Non-album singles     |      |
| 2021 | "Fight Dub Club" (ft. J-Rexxx, Rueed)                        | Không biết                       | Love, Music and Dance |      |
| 2021 | "Feelin' Good" (ft. Umeda Saifā, Koperu, Peko, KZ, R-Shitei) | Không biết                       | Love, Music and Dance |      |

## Tranh cãi
Vào tháng 11 năm 2020, đã có thông báo rằng ban nhạc sẽ biểu diễn bài hát chủ đề mở đầu cho anime năm 2021 The World Ends with You: The Animation với "Teenage City Riot".  Tuy nhiên, vào ngày 4 tháng 4 năm 2021, có thông báo rằng bài hát mở đầu sẽ được thay đổi do tay trống Kahadio bị bắt vì tham gia vào một vụ lừa đảo hoàn tiền. Vào ngày 23 tháng 4 năm 2021, Kahadio lại bị bắt vì một vụ gian lận riêng biệt. Kahadio và những người bạn của anh ta đang đề nghị một người phụ nữ lớn tuổi hoàn lại chi phí y tế để đổi lại việc chuyển tiền của bà vào tài khoản. Sau đó anh rút một nửa số tiền từ cùng một tài khoản. Do tranh cãi, ban nhạc đã gián đoạn vô thời hạn vào ngày 14 tháng 5 năm 2021, cũng như rút hầu hết các bài hát của họ khỏi các nền tảng phát trực tuyến.